# تاچیبانا دوستسو
تاچیبانا دوستسو (به ژاپنی: 立花 道雪 Tachibana Dōsetsu);( ۲۲ آوریل ۱۵۱۳ – ۲ نوامبر ۱۵۸۵) یک سیاست‌مدار اهل ژاپن بود.